# Балка Царегол (притока Коблевки)
Балка Царегол — балка (річка) в Україні у Березанському районі Миколаївської області. Ліва притока річки Коблевки (басейн Чорного моря).

## Опис
Довжина балки приблизно 7,38 км, найкоротша відстань між витоком і гирлом — 5,98 км, коефіцієнт звивистості річки — 1,23. Формується декількома струмками та загатами. На деяких ділянках балка пересихає.

## Розташування
Бере початок у селі Краснопілля. Тече переважно на південний захід і у селі Анатолівка впадає в річку Коблевку, ліву притоку Тилігульського лиману.

## Цікаві факти
- На річці існують водокачка, газгольдер та газові свердловини[2].